# Anna Moór
Anna Moór, född 1773, död 1841, var en ungersk skådespelare. Hon var tillsammans med sina kolleger de första ungerska yrkesskådespelarna i Ungern. 
Hon var primadonna och kvinnlig huvudrollsinnehavare i det första ungerskspråkiga teatersällskapet, som bildades av Kelemen László och höll sin premiärföreställning den 25 oktober 1790. Detta resande teatersällskap bestod av Ungerns första inhemska yrkesskådespelare, däribland Sehy Ferenc, Lángné Kelemen Erzsébet, Kontz József och Láng Ádám János, och Anna Moór beskrivs som teaterns kvinnliga stjärna. Hon spelade hjältinnerollerna men utmärkte sig även inom komedi. 
Bland hennes roller fanns titelrollen i Etelka av Dugonics András.